# Semiramis (grupo musical)
Semiramis foi um grupo italiano de rock progressivo, proveniente de Roma.

## História
Formato em 1970, o grupo faz a sua primeira gravação três anos depois, criação que permanecerá a única na sua carreira. A primeira formação, que ainda não continha um nome verdadeiro e próprio, incluía Maurizio Zarrillo, nos teclados, Marcello Reddavide, no baixo, Memmo Pulvano, na bateria, e Maurizio Macos, voz, todos com quinze anos.
Dois anos depois, o cantor abandona a banda e é substituído por Michele Zarrillo, irmão de Maurizio, que também faz o papel de guitarrista. Escolhido o nome Semiramis, famosa rainha da Babilônia, o grupo desenvolve uma boa atividade live e, em 1973, cria o primeiro e único álbum.
Pulvano, é contudo, obrigado a deixar o grupo, não conseguindo mais conciliar os empenhos musicais com os de seu trabalho fixo. Era o único a ter um emprego. Ele escolhe este último e encerra sua carreira de músico. No seu lugar entra Paulo Faenza que chega com outro tecladista, Giampiero Artegiani. Com essa formação, é realizado Dedicato a Frazz, em puro estilo progressivo com influências mediterrâneas, como ocorria habitualmente com quase todos os grupos italianos do estilo.
contendo a voz de Zarrillo, ainda rude e pouco incisiva, o álbum, seja como for, é considerado, em seu gênero, um dos melhores produtos da época. Um ano depois, o grupo preparava o segundo disco, mas como ocorreu com muitos outros, o álbum não foi lançado e a banda se dissolveu.
Em relação aos componentes, os únicos a alcançarem fama são Artegiani, autor de alguns discos pop, e Michele Zarrillo, de estilo romântico, que se tornaria cantor de sucesso nos anos 1980 com diversas participações no Festival de Sanremo.

## Formação 1970-1971
- Maurizio Zarrillo - teclado
- Maurizio Macos - voz
- Marcello Reddavide - baixo
- Memmo Pulvano - bateria

## Formação 1972
- Maurizio Zarrillo - voz, teclado
- Michele Zarrillo - guitarra
- Marcello Reddavide - baixo
- Memmo Pulvano - bateria

## Formação 1973-1974
- Maurizio Zarrillo - voz, teclado
- Michele Zarrillo - guitarra
- Marcello Reddavide - baixo
- Paolo Faenza - bateria
- Giampiero Artegiani - teclado

## Discografia

### 33 rotações
- 1973: Dedicato a Frazz (Trident, TRI 1004; reeditado em CD em 1989)